# Benyamin Bahadori

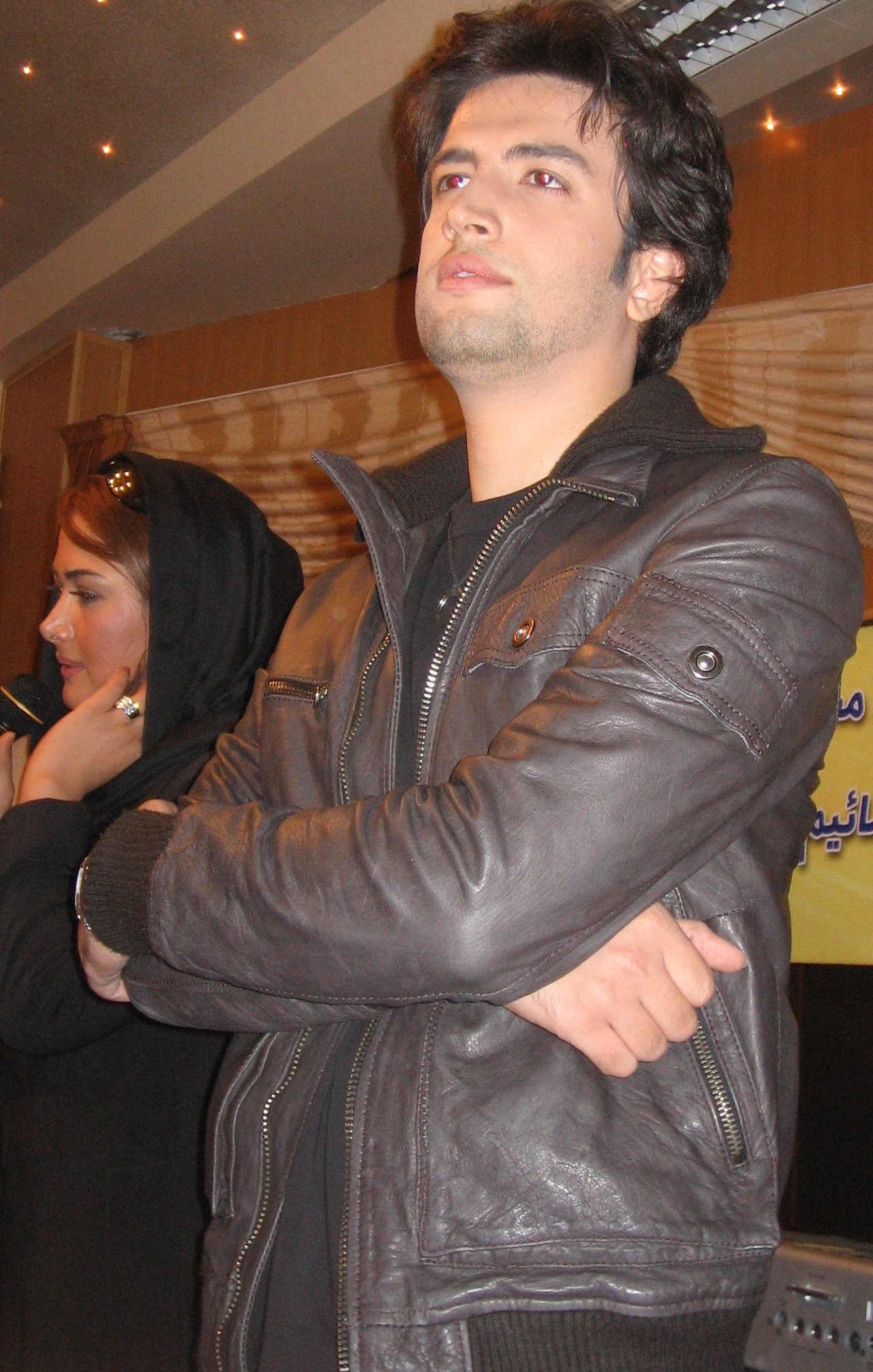
Benyamin Bahadori

Benyamin Bahadori, född 9 september 1982 i Teheran, är en iransk artist från Tonekabon som sjunger popmusik.
Han har haft stora framgångar med sitt album 85 vilket har sålt i över 20 miljoner exemplar. 2007 sjöng han även filmmusiken till filmen Gorg o Mish.
Benyamin Bahadori hade sin första spelning utanför sitt hemland i Sverige den 1 september 2006 i Tantolunden, Hornstull, Stockholm. Konserten var en av flera under evenemanget Street goes Middle East som arrangerades av Street vid Hornstulls strand. Projektledare för evenemanget var Jonas Robin, kulturproducent i Stockholm. Evenemanget var ett samarbete med bland annat Södra Teatern och Re:Orient.
Under 2007 spreds vad som skulle vara ett nytt album ifrån Bahadori, albumets namn var 86. Detta album var dock ej hans, musiken kom gjordes av Hadi Ashabi. 2009 kom Bahadoris nya album, 88, ut.

## Diskografi

### 88
2009
1. Shenasnameh
2. Kojaye Donyay?!
3. Man O Tanha..
4. Asheghi Baa To
5. Ahaaye To
6. Eshghe Adam Kost
7. Bia Ashegham Kom
8. Ey Vaay Delan
9. Sedaaye Ghalbeh To
10. Khaab
11. Man e La'anati
12. Refigha Migan
13. Parseh
14. Leili Dar Paeiz
15. Hafteh Be Hafteh
16. Shoomineh
17. Tamoom Shod

### 85
2006
1. Loknat
2. Ashegh Shodam
3. Khatereha
4. Inam Bemoone
5. Yadam Miad
6. Bi Etena
7. Man Emshab Mimiram
8. Tarane Vaje
9. Adam Ahani

### Singlar
1. Ghararemoon - 2007
2. Mano Bebakhsh - 2008

## Filmografi

### Gorg o Mish
2007
1. Track 1
2. Track 2
3. Track 3